# Comune di Alušta
Il comune di Alušta (in russo Алуштинский горсовет?; in ucraino Алуштинська міськрада?; in tataro: Aluşta şeer şurası) è un circondario urbano della Crimea con 52.274 abitanti al 2013. Il capoluogo è l'omonima città.

## Geografia antropica
Il circondario è suddiviso in una città, un insediamento urbano e 5 insediamenti rurali.

### Città
- Alušta

### Insediamenti di tipo urbano
- Partenit